# アマトール
アマトール (Amatol) は、トリニトロトルエン (TNT) と硝酸アンモニウムからなる混合爆薬である。第一次世界大戦と第二次世界大戦の間に広範囲に使われたが、近年ではコンポジション爆薬などに変わり、使われなくなった。
トリニトロトルエンは高性能だが製造コストが比較的高価で複雑であり、硝酸や硫酸が大量に必要だった。また、TNTは酸素バランスが悪いため、黒い煙が多く出た。TNTと比較して、硝酸アンモニウムは威力では劣るが、安価で大量に入手できた。硝酸アンモニウムは酸素の余剰がでるのでTNTから出る遊離炭素を吸収するため白か灰色の煙になった。TNTの量が60%以上あれば目立った威力の低下がなかったため、戦時中の物資不足の間は大きな利点となった。
1940年代に開発されたV2ロケットの弾頭には大気圏再突入時の暴発を防ぎ、信頼性を高めるために低感度爆薬であるアマトールが使用された。
TNTと硝酸アンモニウムの混合比率は以下の通りである。
- 80/20
- 60/40
- 50/50
- 20/80

## 製造法
アマトールの製造工程は非常に単純であり、湯煎して溶かしたTNTに粉末状の硝酸アンモニウムを入れてかき混ぜ、冷やすだけだった。

## 参考資料
- Explosive Effects and Applications(ISBN 9780387955582)